# Andóniosz Cítasz
Andóniosz Cítasz (Görögország, 1874. – ?) az 1906-os nem hivatalos olimpiai játékokon ezüstérmet nyert görög kötélhúzó, birkózó.
Az 1906. évi nyári olimpiai játékokon indult kötélhúzásban. Egyenes kieséses volt a verseny. Az első körben megverték a svédeket, majd a döntőben kikaptak a németektől.
Indult még birkózásban, középsúlyú birkózásban.